# 비하치 포위전 (1992년~1995년)
비하치 포위전은 1992년부터 1995년까지 보스니아 전쟁에서 보스니아인 정치인 피크레트 압디치가 이끄는 보스니아 반군과 이들을 지원하는 스릅스카 공화국군, 세르비아 크라이나 공화국군이 3년간 비하치 마을을 포위하면서 발생한 전투다. 포위전은 1992년 6월부터 1995년 8월 4일부터 5일까지 3년간 지속되었으며, 크로아티아군(HV)이 크로아티아와 포위된 마을 북서쪽에서 세르비아 반군을 제압한 폭풍 작전과 함께 종료되었다.
사라예보 연구 및 문서 센터는 1991년부터 1995년까지 비하치, 보산스카크루파, 차진, 벨리카클라두샤 지역에서 4,856명의 사망자와 실종자가 발생했다고 발표했다.

## 전개

### 1992년
1991년 비하치 서쪽에서 세르비아 크라이나 공화국이 선포되자 비하치 주민은 이 영토로 넘어갈 수 없게 되었다. 또한 1992년 세르브계 보스니아인이 스릅스카 공화국 수립을 선포하자 비하치, 보산스카크루파, 차진, 벨리카클라두샤 지역은 양 쪽에서 포위되었다. 양 측의 세르비아군은 가운데에 남은 보스니아 마을을 점령하기 위해 협력했다. 1992년 6월 12일부터 세르비아군의 봉쇄와 폭격이 시작되었다. 이 결과 비하치 주민들은 전력과 수도가 공급되지 않는 대피소에서 제한된 식량 공급만 받으며 여명해야 했다. 때때로 기근이 일어나기도 했다. 비하치주는 비상사태를 선포하고 자체 저항군인 제5군단을 조직했다.
군사 교육을 받은 적이 없던 크로아트인 민족인인 토미슬라브 드레타르가 비하치 지역의 크로아트계 방어군을 조직했고, 크로아티아 민주연합(HDZ) 비하치 지역당 당수가 되었고 1992년 7월 28일 벨리카클라두샤의 슈므레코바츠 마을에서 비하치 지역 크로아티아 방위평의회(HVO)를 설립하고 첫 의장이 됨과 동시에 대령 직위를 단 군사사령관으로 진급했다. 자치 크로아티아 군사부대인 크로아트계 부대는 제5비하치군단의 1,200명 병력으로 구성되었다. 드레타르의 지휘 아래 크로아티아의 방위평의회 부대는 보스니아 헤르체고비나 공화국군(ARBiH) 소속으로 편입되었다.

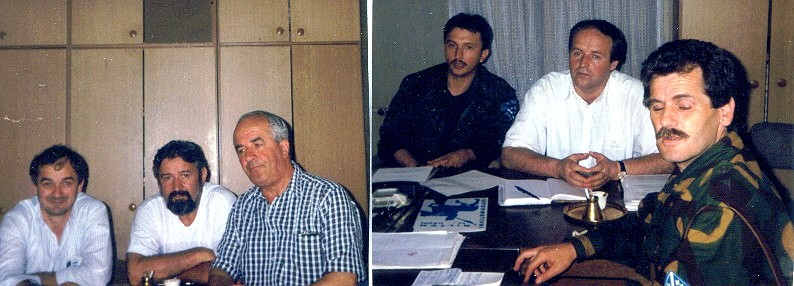
차진에서 열린 비하치 지역 전쟁위원회의 첫 회의 모습(1992년 7월)

1992년 8월 11일, 언덕 위의 세르비아군 진지에서 발사된 포탄이 보슈냐크인 여성과 어린이 대피소로 개조된 건물 옆 마을 중심부를 강타했다. 이 공격으로 어린이 3명을 포함해 5명이 사망했고 24명이 부상을 입었다. 이 중 8명은 절단 수술을 받았다. 마을 병원장은 "모든 사상자가 대수술을 받아야 했다"고 말했다. 낡은 소총 이외에는 무기가 거의 없는 비하치 주민들은 보복할 수단이 없었다. 대신 6월 12일 스릅스카 공화국군이 처음으로 비하치를 포격하기 시작한 이래로 매일 주민들은 부상자를 옮기고 잔해를 치우기만 했다. 지방정부 한 관료는 "피를 씻어내는 데 몇 시간이나 걸렸다"고 말했다. 거의 매일 세르비아군은 오전, 오후, 밤을 가리지 않고 계속해서 포격했다. 1992년 8월 어느 날의 경우에는 오후 6시 40분부터 자정 훨씬 넘은 시간까지 포격이 계속 이어졌다.
비하치 지역 인구는 대부분 보슈냐크계로 무력 분쟁 발발 이후 35,000명의 난민이 발생했는데 대부분은 1992년 바냐루카와 산스키모스트 주변 세르비아가 점령한 지역에서 도망친 사람들이었다. 그와 함께 전쟁 전 비하치에 살고 있던 대부분 세르브인인 12,000명의 인구도 비하치를 떠나 바냐루카 지역으로 이주했다.

### 1993년
1993년 5월 6일, 스레브레니차에 지정되었던 유엔 안전구역이 보스니아의 사라예보, 투즐라, 고라주데, 비하치가 더해져 총 5곳으로 늘어났다. 하지만 보스니아의 대통령 알리야 이제트베고비치는 이 개념을 일축했다. 이제트베고비치는 피난처가 죽음의 덫이 될 것이며, 안전하다고 생각한 난민은 오히러 세르브계 보스니아군의 쉬운 표적이 될 것이라고 말했다.
비하치에는 3년간 식량 수송이 거의 없었고 가끔씩 공수부대가 마을 주민들에게 물자를 투하할 뿐이었다. 포격의 잔해가 마을 사방에 널려있었다. 집마다 모래주머니가 겹겹히 높이 쌓여 있었고 길모퉁이 곳곳에 벙커도 설치되었다. 마을 인구의 거의 절반이 방어를 위해 군에 징집되었다. 한 때 비교적 번영했던 마을 길거리는 자동차도 거의 사라졌다. 갈 곳도 막혀 있었고 연료도 바닥나서 없었다. 마을 우체국에도 모래주머니가 높게 쌓였다. 1991년 이후 비하치 밖으로 향하는 거의 모든 전화선이 끊겼다. 비하치 지역에 유엔군이 배치되었지만 큰 도움이 되지 못했다. 크로아티아의 유엔 안전구역 내 세르비아군은 1993년 4월 비하치로 향하던 구호 호송대를 납치했다. 유엔 난민 관련 요원들은 세르비아군이 주로 즉석식품을 중심으로 19 t에 달하는 보슈냐크인의 식량을 탈취해 세르브계 크로아티아인들에게 나눠주는 동안 이를 무기력하게 지켜만 봤다. 저널리스트 마커스 테너는 '유엔이 보호하는' 크라이나에서 '유엔 안전구역'인 비하치를 포격하는 모습을 냉소적으로 논평했다.
17만명이 거주하는 비하치 지역은 1993년 5월부터 유엔 구호호송대의 지원을 거부당했다. 1993년까지 비하치 지역에는 보스니아 다른 지역에서 넘어 온 난민과 국내실향민 61,000명이 거주했는데 이는 전체 인구의 27%에 달했다. 비하치 지역 전체에 있던 단 하나의 병원은 1994년 12월경 마지막 남은 식량과 의료품이 모두 소진되어 900명이 넘는 부상자들에게 하루 한 끼만 제한적으로 식량을 공급할 수 있었다. 치료는 가장 위급한 사람들에게만 제공되었고 수술은 국소마취로 이루어졌다. 이런 상황에서 필요한 식량과 의료품이 부족해 결핵, 위장관계 질환, 간염, 비타민 A 부족증 등 전염병이 확산되었다. 병원은 더 이상 주민들을 도울 수 있는 상황이 아니었다.
피크레트 아브디치가 이끄는 보스니아 반란군이 세르브군과의 전투에 합류해 비하치 북부에 서보스니아 자치주의 수립을 선포하면서 영토가 더욱 쪼그라들었다.

### 1994년

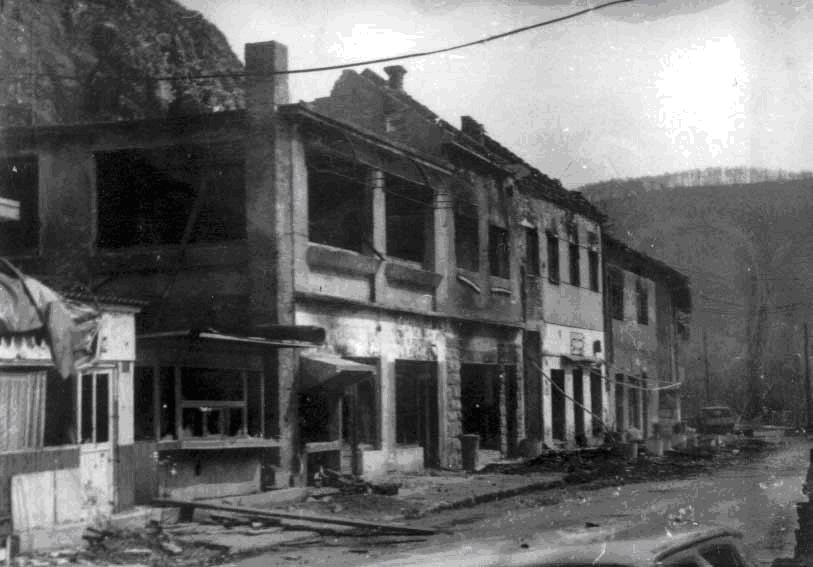
전후 보산스카크루파 마을의 모습

1994년 6월 2일, 아티프 두다코비치가 이끄는 제5군단이 서보스니아 자치주 영토로 진격해 장악했으며 피크레트 압디치는 안전을 위해 자그레브로 도망갔다. 이 전투에서 보스니아군이 압디치군을 격파하고 비하치에서 세르비아군을 몰아냈으며 서보스니아 자치주를 일시적으로 폐지시키면서 큰 성공을 거두었다.
1994년 11월 4일, 세르브계 군대의 보스니아군에 대한 반격으로 서보스니아 자치주가 재수립되었다.
1994년 11월 27일까지 진격하는 세르비아군은 비하치 지역의 약 1/3을 점령했다. 비하치 병원에서 채 500 m 정도도 떨어지지 않은 곳에서 전투가 벌어졌고 보스니아 제5군단 사령부 앞까지도 진군했다. 하지만 유엔 안전 보장 이사회는 세르비아인의 비하치 포격과 진입을 비난하고 철수를 촉구하는 성명 초안에 대한 합의도 실패했다. 도시를 구호하자는 미국의 계획은 프랑스와 영국의 거부로 무산되었다. 세르브계 보스니아 군사는 11월 26일 GMT 기준 19시까지 마을 수비군이 항복해야 한다고 최후통첩을 보냈다. 나중에 이들은 무슬림계 보스니아 반군인 피크레트 압디치의 군사에게 항복하라는 새로운 제안으로 바꿨다. 하지만 당시 비하치의 시장이었던 함디야 카빌랴기치는 "이는 세르비아의 대량학살을 알리는 신호탄이 될 것"이라며 항복을 거부했다. 그 후 비하치 시민은 나무로 거리를 봉쇄하고 자동차를 불태우기 시작했다.
유엔 평화 유지군 대변인인 마이클 윌리엄스는 비하치 서쪽의 베드로폴레 마을이 1994년 11월 말 세르브계 크로아티아계 군사에게 함락되었다고 발표했다. 또한 윌리엄스는 비하치 북쪽에 있는 벨리카클라두샤 마을을 향해 세르브계 크로아티아군의 중전차와 포병 공격이 있었다고 발표했다. 또한 서방의 분석가들은 비하치 포위망 주변의 크로아티아 지역에 인상적인 세르브계 보스니아의 지대공 미사일 체계 중 현대화 된 SAM-2 체계가 있는데 이는 정교함을 볼 때 베오그라드에서 최근에 직접 받은 것으로 추정된다고 분석했다.
1994년 4월 디나이 플라이트 작전의 시작으로 당시 보스니아 내에 전투기 사용이 금지되었기 때문에 스릅스카 공화국군은 당시 세르비아 크라이나 공화국이 통제하던 크로아티아 영토에 있던 비하치 남쪽 우드비나에 있는 구 유고슬라비아 인민군 군공항에 있는 항공기로 공습을 시작해 공습을 외주주어 금지령을 회피했다. 세르비아 항공기는 네이팜탄과 집속탄을 투하했다. 대부분의 무기가 신뢰할 수 없는 낡은 재고에서 나왔고 대부분이 불발되었지만 이 공격은 비행금지구역을 명백히 위반한 행위었다. 나토는 즉시 대응방안을 모색했지만 크로아티아 영공에서는 작전을 수행할 수 없었고 비하치가 국경에 인접해 있어 세르비아 항공기가 보스니아로 공격했다가 요격당하기 전에 바로 크로아티아로 넘어갈 수 있기 때문에 나토는 이 공습을 막을 권한이 없었다. 이런 상황을 인식한 유엔 안전 보장 이사회는 결의안 제958호를 통과시켜 나토 항공기가 크로아티아에서 작전을 진행할 수 있도록 허가했다. 한편 피터 윌시 유엔난민기구 물류운영국장의 지휘 아래 1994년 12월 봉쇄를 뚫고 비하치 내로 100톤 가량의 식량 원조를 들여오는 데 성공했다. 지속적인 소화기와 포병을 동원한 공격, 불필요한 이동의 자유 침해로 인해 매우 어려운 일이었다. 이 원조는 카진으로 전달되어 비하치 지역 전역에 나눠주었다.
유엔 안전 보장 이사회 결의 제959호에서는 "최근 비하치 포위망에서 벌어진 전투의 격화와 이로 인한 난민과 실향민의 유입에 우려를 표하며" "크로아티아 공화국과 보스니아 헤르체고비나 공화국 사이 국경 침범을 비난하며 특히 세르브계인 세르비아 크라이나 공화국이 국경을 절대적으로 존중하며 국경을 넘은 적대행위를 자제할 것"을 요구했다.

### 1995년
1995년 7월 23일 유엔 관료들은 "보스니아에서 몇 달만에 가장 심각한 전투"라고 말할 정도의 공세로 비하치가 다시 전차와 박격포 공격을 받았다. 100대의 전차를 지원받은 수천 명의 반군이 보스니아군을 공격했다. 이 문제는 유엔 총회에서도 다루어졌다.
"보스니아 제5군단이 보스니아 서부 [비하치 지역]에서 세르비아군과 교전을 벌인 후 군사 훈련 활동이 강화되었다. 동시에 "세르비아 크라이나 공화국군"은 보스니아 서부 전구에서 공격적 공세를 위한 대규모 준비에 착수했다. ... 1994년 9월 세르비아에서 온 700~800명의 자원군이 보스니아 서부 지역에서 전투 활동을 위해 슬룬 지역에서 훈련을 받았다."— 크로아티아 점령지 상황에 대한 유엔 총회

#### 포위전 종료
1995년 7월 보스니아 정부의 스레브레니차와 제파가 세르비아군에게 함락되고 비하치 포위망 밖에서 전차와 포병으로 보스니아 정부군의 전선을 포격하자 크로아티아는 영토 밖에 병력을 대량으로 배치하기 시작했다. 목표는 비하치 영토의 함락을 막는 것이었다. 마찬가지로 크로아티아와 보스니아 양국은 상호 방위 조약인 스필리트 협정에 서명했다.
포위전은 1995년 8월 4~5일간 진행된 아티프 두다코비치 지휘 하의 보스니아군과 연합한 크로아티아의 폭풍 작전으로 종결되었다. 두다코비치는 "우리는 크로아티아만큼이나 폭풍 작전이 필요했다"고 말했다. 포위전 종료 후 보스니아와 크로아티아에서 비하치 지역을 향해 식량 및 의료 지원이 들어오기 시작하면서 생활이 정상화되기 시작했다.
서보스니아 자치주는 1995년 8월 7일 크로아티아와 보스니아군의 합동 작전으로 완전히 멸망했다. 한 달 후 보스니아군과 크로아티아군은 사나 작전과 미스트랄 2 작전을 통해 비하치 지역에서 추가로 진격했다.

## 비하치의 유엔보호군
1992년 9월 14일 유엔보호군은 유엔난민기구(UNHCR)의 요청에 따라 인도주의적 구호 호송대를 보호하고 위험한 경로에서 지상 수송을 제공하라는 임무를 유엔 안전 보장 이사회 유엔보호군 제2단계 결의안 제743호로 부여받았다. 그 후 프랑스가 1992년 10월과 11월에 군인 1,350명과 경장갑차 115대로 구성된 "호송대대"를 구성해 파견했다.
본 기지는 초랄리치로 1개 보병 호송대, 파나르 ERC 18대로 구성된 1개 기병 호송대, 1개 공병호송대, 대대본부로 구성되었으며 보급기지는 벨리카클라두사로 1개 보병 호송대, 1개 보급지원호송대로 구성되었고 전진작전기지는 비하치로 1개 보병호송대로 구성되었다.
유엔보호군의 비하치 호송 임무는 다음과 같다.
- 제1차 임무: 1992년 10월~1993년 5월 - 제126보병연대, 제1해병보병연대. 지휘관 브레세 대령[36]
- 제2차 임무: 1993년 5월~1993년 10월 - 제1낙하산검기병연대
- 제3차 임무: 1993년 10월~1994년 5월 - 제99보병연대, 제1스파이연대. 3명의 사망자 발생
- 제4차 임무: 1994년 5월~1994년 10월 - 제2기갑사단(제5보병연대, 2개 보병중대, 1개 HQ 및 지원중대 및 공병중대, 제4드라군연대, 1개 기갑중대, 공병중대, 제24보병연대, 1개 보병중대로 구성). 사상자 없음

프랑스군은 1994년 10월과 11월에 철수했으며 방글라데시군 대대가 인수인계받았다.

## 기소와 처벌

### 국제재판소
구유고슬라비아 국제형사재판소(ICTY)는 슬로보단 밀로셰비치가 "비세르브인, 특히 보스니아 무슬림과 크로아트인에 대한 박해를 계획, 준비, 실행을 계획, 선동, 명령, 실행 혹은 기타 방식으로 방조 및 방관했다"라며 비세르브인에 대한 공동범죄집단 혐의가 있으며, 또한 "비하치 지역 내에서 비세르브인, 주로 보스니아 무슬림과 크로아트계 보스니아인의 절멸, 살인, 고의적 살해를 계획, 준비, 실행을 돕거나 방조한 혐의"로 기소했다.
라트코 믈라디치 장군도 "비하치-리파치 지역에서 보스니아 무슬림, 크로아트계 보스니아인 또는 기타 비세르브인 시민들에 향한 박해의 계획, 준비, 실행을 계획, 선동, 명령, 실행 혹은 방관 및 방조를 한 혐의"로 기소했다.

### 국내 판결
보스니아 헤르체고비나 정부는 피크레트 압디치를 비하치 지역에서 민간인 121명과 포로 3명을 살해하고 민간인 400여명을 부상 입힌 혐의로 기소했다. 크로아티아 정부가 압디치를 체포하고 재판정에 넘겼다. 2002년에는 압디치가 "비하치 포위망" 지역에서 저지른 전쟁 범죄 혐의로 징역 20년형을 선고했다. 2005년에는 크로아티아 대법원이 압디치의 형량을 15년형으로 결정했다. 15년의 형기 중 10년을 복역한 압디치는 2012년 3월 9일 가석방되어 감옥을 나오자마자 지지자 3천여명의 환영을 받았다.
2012년 비하치 지방법원은 1992년 9월 둘치와 오라샤츠 마을에서 보슈냐크 민간인 25명을 살해한 혐의로 전 스릅스카 공화국군 군인 5명에게 총 56.5년형의 징역형을 선고했다. 2013년 보스니아 헤르체고비나 헌법재판소는 서보스니아 자치주 국가군(NOZB) 전 군인의 권리를 보스니아 헤르체고비나 공화국군이나 크로아티아 방위평의회 전 군인과 동등한 취급을 내려야 한다고 판결했다.

## 같이 보기
- 사라예보 포위전
- 고라주데 포위전
- 스레브레니차 포위전
- 모스타르 포위전

## 참고 문헌
- Gow, James (2003). 《The Serbian Project and Its Adversaries: A Strategy of War Crimes》. McGill-Queen's Press. ISBN 9780773523852. 2013년 2월 16일에 확인함.
- Ramet, Sabrina P. (2006). 《The Three Yugoslavias: State-Building And Legitimation, 1918–2005》. Indiana University Press. ISBN 0253346568. 2013년 2월 18일에 확인함.